# Cyttidae
Cyttidae (Zonnevissen) zijn een familie van straalvinnige vissen uit de orde van Zonnevisachtigen (Zeiformes).

## Geslacht
- Cyttus Günther, 1860